# 鹿児島ラーメン

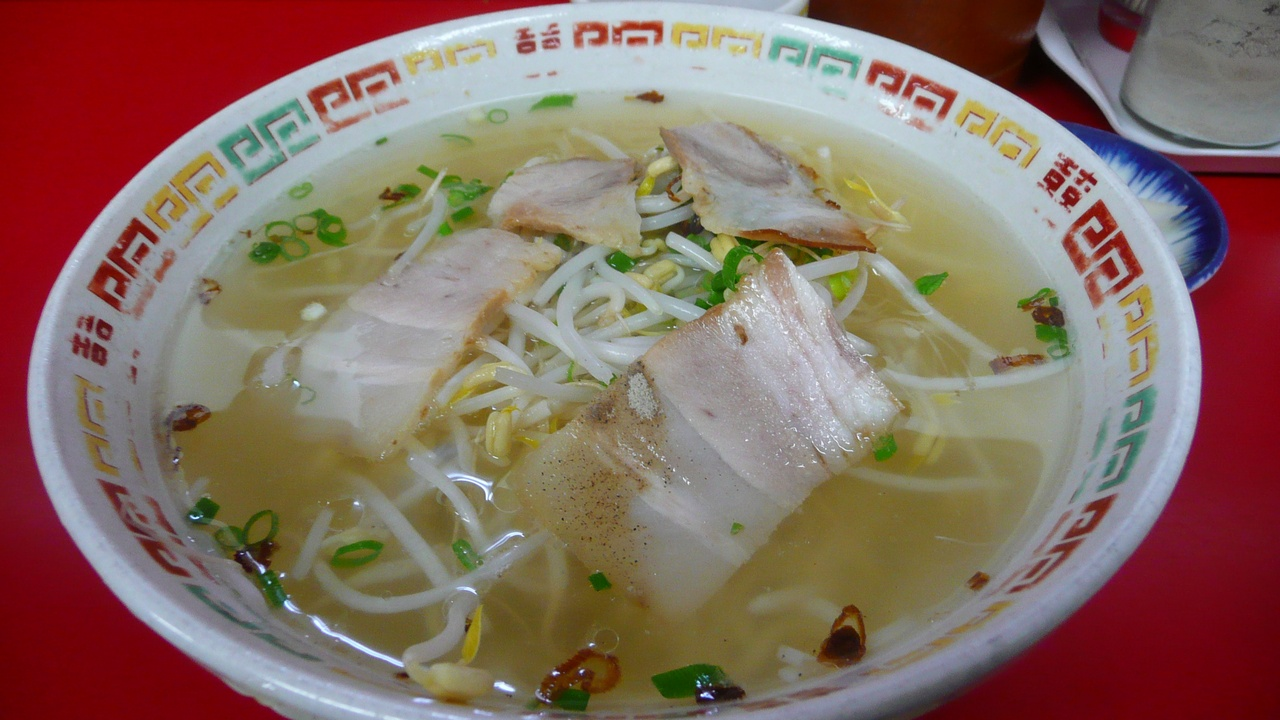
鹿児島ラーメンの例（のり一）

鹿児島ラーメン（かごしまラーメン）は、鹿児島県を中心とした地域で提供されているご当地ラーメンの一種。

## 概要
豚骨をベースにした半濁または澄んだスープにストレート麺が基本となっており、これに各店がアレンジを加え個性を競い合っている。タレには地元製の甘味の強い醤油を使うことが多いため、九州他県の豚骨ラーメンに比べてスープに甘味があることも特色となっている。各店舗が独自に発達させてきたため鹿児島ラーメン総体としての特徴は無いとも言われている。逆に、各店舗それぞれに個性があるのが鹿児島ラーメンの特徴とする意見もある。他県と比べると麺は柔らかく仕上げられ、野菜等の具材が多く使われる点などが異なる。
鹿児島県では、古くから豚肉を食する沖縄からの影響もあったが、鹿児島ラーメンが唯一久留米豚骨ラーメンの影響を受けていないと言われるのは、鹿児島最古のラーメン店「のぼる屋」の初代女将が、戦時中に横浜で中国人の看病がきっかけで、その中国人からラーメンを教わった為である。のぼる屋のラーメンは豚とかつお節などを使用した、どちらかと言うと「沖縄そば」に近いラーメンであった。また、早い時期から味噌ラーメンが存在したことも鹿児島ラーメンの特徴である。
郷土ラーメンの多くは、その地域に影響を及ぼした数軒のラーメン店と同じスタイルのラーメンが広まることが多い。しかし、鹿児島市内で老舗ラーメン店の「のぼる屋」「のり一」「こむらさき」は人気店とはなったものの、鹿児島ラーメンのスタンダードとはならなかった。と言うよりは、のぼる屋の初代女将は中国人に教わり、こむらさきや、のり一は台湾にルーツのある店主であったことなど、多種多様なラーメン文化こそが、「鹿児島ラーメンのそもそも特徴」であると言えるだろう。「のぼる屋」「のり一」「こむらさき」の3店のラーメンは由来も異なればスタイルも異なっているが、共にあっさりタイプのスープである。
来店したときに、お茶と大根の酢漬けやたくあんが出てきて、注文の品が出てくるまで漬物を食べて待つスタイルの店が多い。これは「のぼる屋」でラーメンに大根の漬物を付けたのが、鹿児島では一般的な壺漬けやたまり漬けであるたくあんに

## 代表的な老舗店舗

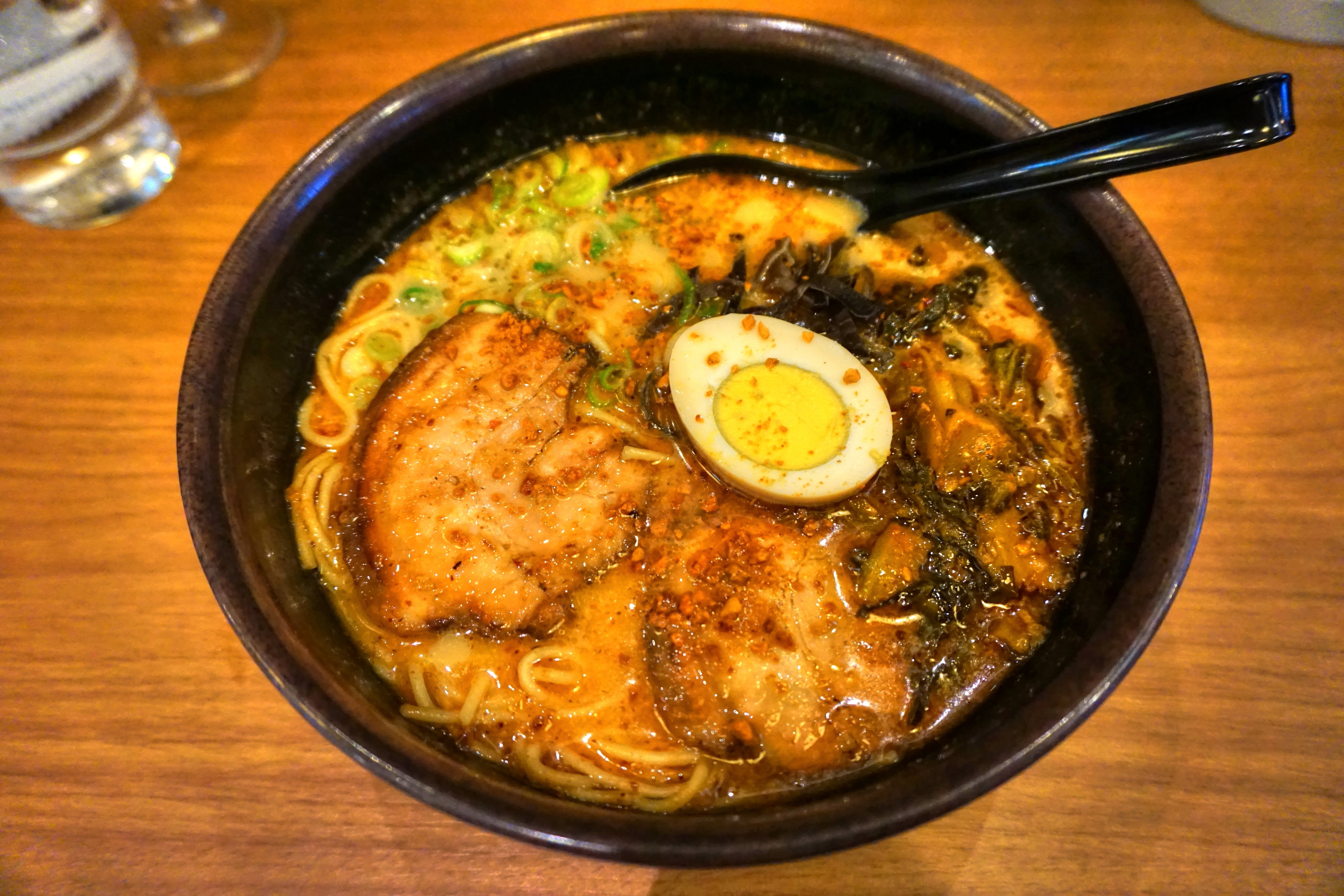
豚とろらーめん（天文館本店）

のぼる屋
鹿児島市内最古のラーメン屋で1947年（昭和22年）に創業。道岡ツナは戦前、横浜で看護師をしており、患者の中国人から看病の礼としてラーメンの作り方を教わった。2013年（平成25年）に休業、翌年には店主が亡くなり閉店。惜しむ常連客が2016年（平成28年）に再建したが、後に閉店。
のり一
1949年（昭和24年）創業の老舗。2022年時点では現存する最古の店となる。神川松一が台湾人の親類から中華そばの店をやることを薦められ、その親類から教わったレシピに研究を重ね、豚骨を若干加えた鶏がらスープのラーメンを産み出した。
開業時は一杯50円、2012年時点では一杯300円、2015年（平成27年）時点で一杯500円でラーメンを提供していた。
こむらさき
1950年（昭和25年）創業の老舗。橋口フミは戦前から食堂を営んでいたが、台湾出身のラーメン職人・王鎮金を迎えて開店した。後に王は戦争寡婦だった橋口フミと結婚する。しかし、2代目店主の橋口芳明は、義父である王がラーメン職人だったというのは嘘で、日本統治時代の台湾の官僚だった王が戦後の混乱期に日本に来て、職を得るためにラーメン職人を名乗ったと語る。
桃源（とうげん）
1958年（昭和33年）創業。
鹿児島ラーメン 我流風 天文館本店（かごしまラーメン がるふ てんもんかんほんてん）
1972年（昭和47年）創業で鹿児島ラーメンの代表格とされる。